# Neopaganismo abjasio
El neopaganismo abjasio o religión tradicional abjasia es una religión neopagana que fue resultado del resurgimiento contemporáneo de la religión étnica del pueblo abjasio en el territorio de Abjasia (correspondiente con la parcialmente reconocida República de Abjasia, aunque de iure pertenece a la República Autónoma de Abjasia como parte de Georgia). Los lugares sagrados más importantes de la religión son los siete santuarios de Abjasia, cada uno con su propio clan sacerdotal, donde se restauraron los rituales y oraciones en la década de 1990.
Según el censo de 2003, el 8% de la población de Abjasia se adhiere al neopaganismo abjasio. El 3 de agosto de 2012 se constituyó formalmente en Sujumi el Consejo de sacerdotes de Abjasia. La posibilidad de hacer de la religión nativa abjasia una de las religiones oficiales se discutió en los meses siguientes.

## Historia
La religión abjasia nunca se eliminó por completo ya que se conservaron círculos de sacerdotes, cuya actividad se mantuvo en secreto, transmitiendo conocimientos y ritos tradicionales en los tiempos en que el cristianismo y el islam se hicieron dominantes en la región, y más tarde en la época de persecución de las religiones en la Unión Soviética. Esos sacerdotes continuaron la adoración de deidades como el dios del trueno Afy y el dios supremo Antsua.
Desde la década de 1980, y más tarde en la década de 1990 después del colapso de la Unión Soviética, la religión nativa abjasia resucitó gracias al esfuerzo conjunto de los sacerdotes que comenzaron a resurgir; la población rural, que reactivó los rituales locales; y los intelectuales urbanos que apoyaron el neopaganismo como parte integral de un despertar de la identidad étnica y cultural abjasia.
Un punto de inflexión para el renacimiento de la religión nativa abjasia se produjo con el conflicto entre Georgia y Abjasia. Con el aumento de las tensiones, más y más abjasios comenzaron a asociar el cristianismo ortodoxo con los georgianos y optaron por rechazarlo, volviéndose hacia los dioses nativos. La eventual victoria en la guerra en Abjasia contra Georgia catalizó el renacimiento neopagano. Muchos abjasios creen que su dios nacional Dydrypsh les otorgó la victoria.
Desde entonces, la religión nativa abjasia ha sido protegida por las autoridades abjasias. Los funcionarios del gobierno participaron en un sacrificio de un toro en octubre de 1993, celebrado para agradecer al dios Dydrypsh por la victoria sobre los georgianos. Desde entonces también participan regularmente en rituales de adoración.

## Culto
El neopaganismo abjasio se caracteriza por el culto a las montañas y los árboles. En los santuarios tradicionales, las oraciones gloriosas y los sacrificios de estas deidades todavía se realizan hoy. Dichos sacrificios a menudo se realizan en festividades comunitarias y ancestrales, en su mayoría sacrificando cabras.
Como otras religiones neopaganas, se rinde culto a la naturaleza. Uno de estos elementos es el culto al sol (амра) y a la luna (амза), que son quinta y cuarta personalidades del dios Aytar. Entre los abjasios, el culto al sol es más antiguo que el culto a la luna, pero a la luna se le daba más importancia en los rituales (particularmente importante para la cría de ganado y relacionado con los hombres). El sol es más importante para la agricultura y estás más ligada con las mujeres. Los restos de árboles y arboledas honorables también han sido preservados por los abjasios hasta el día de hoy. Casi todas las comunidades rurales tienen arboledas sagradas o árboles sagrados individuales y el carpe se considera un árbol sagrado (cuenta la leyenda que los rayos nunca alcanzan a los carpes), además del roble en algunas comunidades. El roble también es considerado sagrado por algunos abjasios. 
También rinden culto a los ancestros mediante representaciones animistas del más allá. Una característica de la religión autóctona abjasia es una idea estable de la fuerza del alma y su vida. Según sus creencias, todos los seres vivos son portadores de una espiritualidad sobrenatural. El "alma" no debe permanecer separada del cuerpo, ni en este mundo ni en el más allá. La muerte ocurre después de que el alma deja el cuerpo. Y si una persona muere lejos de casa y es enterrada en el cementerio ancestral, es imperativo reunir el alma con el cuerpo (se realiza un rito arcaico único de "recoger el alma" en una bolsa en el lugar de la muerte de una persona y transportarla a la tumba donde yacen las cenizas del portador para que migre al más allá). La existencia de tales ideas está asociada con un culto a los antepasados altamente desarrollado y sobreviviente, que está respaldado por creencias sobre la continuación de la vida en otro mundo, una conexión espiritual inseparable entre los muertos y sus descendientes vivos. 
Los seguidores del neopaganismo abjasio rinden culto al fuego sagrado, aunque hoy apenas se conserva entre los abjasios. El fuego sagrado se obtiene frotando palitos secos de avellana mientras se canta un canto de fuego y dolor. La creencia en el poder purificador del fuego fue preservada por el ritual de saltar sobre el fuego en la noche del 14 de agosto, en vísperas de la fiesta de la Asunción de la Virgen, con la intención de protegerse de los malos espíritus (ritual que es una mezcla sincrética de tradición pagana, programada para coincidir con una festividad cristiana). Otro de los elementos a los que se rinde culto es al agua. En la mente de los abjasios, la veneración por las almas de los muertos y las creencias sobre el más allá sin duda tienen una conexión con el respeto por los ríos ya que el agua es la frontera entre este y otros mundos. Según las antiguas creencias abjasias, las almas de los muertos, en su camino hacia el más allá, deben cruzar un puente con agua debajo para llegar al otro mundo. Después de bañar al difunto, se colocan tablas anchas que facilitan el paso a los cruces de ríos después del entierro. Por lo tanto, existe la tradición de construir estructuras religiosas como puentes de madera. 

## Lista de dioses
| Nombre         | Nombre en abjasio | Campo               | Tarea | Descripción |
| -------------- | ----------------- | ------------------- | --- | --- |
| Antsva         | Анцәа             | Dios jefe y creador | Dios jefe y creador | Es un dios transexual (su nombre deriva de madre en abjasio y se representa como un hombre). Los abjasios creen que Dios es uno, pero en un número infinito de ellos. Todos los dioses le obedecen como a un ser supremo. Cada fenómeno natural, cada clan, familia o individuo tiene su propia parte de Dios, así como cada cristiano tiene su propio ángel de la guarda. El dios Antsva tiene una hermana que es descendiente de la familia de los demonios. Por lo tanto, Antsva no tiene derecho a destruir demonios, es decir, parientes consanguíneos. |
| Caca           | Џаџа              | Agricultura         | Diosa de la labranza, la horticultura y la fertilidad                                                                            | Se la representa como una mujer baja y bien formada que camina por los campos de maíz. La oración se realizaba después de la cosecha, en otoño y en medio de la Cuaresma. Para esto, se hacían comidas con los granos y frutas que se cultivaban en la finca, y tenía que haber calabazas. La matanza del sacrificio se realiza fuera de la casa, en el campo. A ella se le agradece por una buena cosecha; si la cosecha es mala, desean una buena cosecha para el próximo año para que no sea dañada por el viento y el granizo. Según la información dada por G. F. Chursin, el culto a Caca está ahora casi olvidado. |
| Anapa-Naga     | Анаҧа-Нага        | Agricultura         | Dios de la cosecha | Deidad masculina (originalmente, al parecer, tenía una apariencia femenina) que se corresponde con la sexta parte del dios Aytar. Es menos popular que la diosa Caca y está en mayor decadencia. Se reza por él durante la siembra para que dé una buena cosecha: "Danos tal maíz que cuando lo recojamos, lo doblemos con ganchos y lo cortemos con cuchillos". |
| Aytar          | Аиҭар             | Ganadería           | Dios de la regeneración, reproducción de la naturaleza y protector del ganado; unión de los siete dioses                         | Aytar es el dios más importante en la ganadería. Está sujeto a las siete "fuerzas divinas" que componen sus acciones y por esta razón, se colocan siete velas en honor a Aytar. La oración de Aytar se hacía una vez al año con sacrificios. Cuando los rebaños eran enviados a las montañas a pastar, el pastor elegía el mejor carnero, lo cortaba y rezaba a Aytar para que saliera sano y salvo con los rebaños. Se sientan en el suelo durante las comidas y la comida debe colgarse de las ramas de los árboles. Después de que los rebaños regresaron a casa, se hizo una oración de acción de gracias al dios. Algunas mascotas tienen sus propios jefes especiales, que ahora están completamente olvidados: - Dzabran (Џьабран): dios del ganado. Dzebran se rezaba el primer jueves de marzo. El ciclo de rituales primaverales dedicados a Aytar se iniciaría con una oración en su honor. - Joabran (Жәабран): patrón del ganado. Le rezaban el último sábado antes de la Cuaresma. - Alishkinter (Алышькьынтыр): dios patrón de los perros. A este dios se le rezaba para que diera perros que hicieran bien su trabajo. - Acheshena (Аҽышьашьана): patrona de las monturas; La séptima acción de Aytar. Según la jerarquía, rezaban en segundo lugar y, como muchos otros dioses, sacrificaban tortas que representaban un caballo. |
| Ayerg          | Аиергь            | Ganadería           | Dios protector de la ganadería y los pastores, la caza, la naturaleza, las personas en general; dios de la guerra y la incursión | El lugar del dios Ayerg son los acantilados de las montañas, ríos y orillas del mar. Se cantan himnos de alabanza en su honor durante desastres naturales y el nombre de Ayerg no se menciona mientras se reza en las montañas. En las leyendas, Ayerg se presenta no solo como un protector, sino también como un castigador de los enemigos de la naturaleza, cuyas acciones contaminan los lugares limpios en las montañas. Por ejemplo, en el pasado estaba prohibido nadar desnudo en ríos de montaña. Los pastores rezan para enviar prosperidad a Afeshjanju (фашьханху) el santo patrón de las montañas. En términos de funciones, Afeshjanju es lo mismo que el dios Ayerg. Parece que, por su identificación con San Jorge por parte del cristianismo, la imagen del Ayerg adquiere un aspecto militar que hace tiempo que casi reemplazó sus antiguas funciones de caza. En el pueblo de Aatsi se encuentra el santuario de Ayerg-Atsnix, venerado por ladrones y salteadores desde hace mucho tiempo. |
| Akamgariya     | Скамгария         | Ganadería           | Patrona del ganado en general, de los búfalos en particular                                                                      | Los abjasios creían que si Akamgariya favorecía a una persona, el lobo no tocaría su ganado. La oración de Akamgariya se lleva a cabo durante la esquila de las ovejas, cuando se desea el bienestar del hogar y del hogar, y también cuando parte del rebaño se pierde en el bosque. El pastor reza a Akamgariya para encontrar a las cabezas de ganado perdidas y también sacrifica una oveja (corta la oreja y la marca, y tres años después sacrifica la oveja votiva). |
| Azhveipsha     | Ажәыҧша           | Caza                | Dios de los animales salvajes y la caza                                                                                          | Se le representa como un anciano sordo y barbudo vestido con piel de ciervo. Normalmente se le nombra como Ajueipshaa (plural) lo que significa que son más de un dios. Ajueipshaa aparece no solo como el protector de los animales y la caza, sino también como el señor del bosque. La caza se considera un oficio sagrado entre los abjasios. Había una serie de normas como que el botín entre los cazadores se dividía en partes iguales (solo la cabeza iría al que la matara), no se matarían animales blancos u otros colores inusuales. |
| Anana-Gunda    | Анана-Гунда       | Apicultura          | Diosa patrona de las abejas y la apicultura                                                                                      | La diosa Anana-Gunda aparece en forma de abeja reina y las oraciones se llevan a cabo en primavera, al comienzo del enjambre de abejas, y en verano, antes de recolectar miel. En la primavera, se cocina papilla con miel, después de lo cual el propietario rocía un poco de papilla en los colmenares y come el resto él mismo (no se debía compartir). En las oraciones de verano, toman miel de una de las colmenas, cocinan una calabaza, la comen ellos mismos y tratan a los homónimos que vienen de visita. El centro del culto se encuentra en la roca Ananatvara en el valle del río Gumsta. En sus grietas hay muchas abejas salvajes y estaba prohibido escalar la roca sagrada. |
| Ajehara        | Ажьаҳара          | Hogar               | Dios de las relaciones de parentesco                                                                                             | El asiento de Ajehara es considerado el hogar, que sirve como lugar directo e indispensable para muchos actos rituales familiares. En el hogar se realizaban algunos actos mágicos, sobre todo cuando enfermaban mujeres y niños, se maldecía a los que querían disipar sus dudas y se les juraba inocencia. |
| Erish-q'an     | Ерыш-ҟан          | Hogar               | Diosa de tejer y la costura | Cuando se comienza a tejer, se realiza un servicio de oración y ofrecen sacrificios a Erish. |
| Lymilaj        | Лымилах           | Hogar               | Dios de las relaciones maritales                                                                                                 | Limilaj es un dios bueno, no requiere oraciones ni sacrificios especiales. En la última noche del ciclo de ritos de primavera dedicado a Aytar, los niños y niñas se reúnen en la casa de alguien y organizan una fiesta. |
| Sauna          | Сауна             | Hogar               | Dios del molino de harina | Las chicas cantan una canción para Sauna mientras hacen girar el molinillo de mano: "¡Sawuna, Sawuna! Se convierte en jabón en polvo, te daré un cuenco, te lo quitaré en un barril". |
| Sheshu         | Шьашәы            | Hogar               | Dios del hierro y la herrería | En el panteón pagano abjasio, el dios Sheshu ocupa el segundo lugar en importancia después del dios supremo Antsva. El sacrificio de un cabrito y un gallo por miembro de la familia se hace en la víspera de Nochevieja. También se hornea un gran bollo con queso y se realiza una oración a la luz de las velas junto al herrero de la familia a la medianoche. En Abjasia surgió un culto estable al hierro y la herrería entre los abjasios como en ningún otro de los pueblos del Cáucaso. Para que un herrero trabajara con éxito, la observancia de un ritual religioso era una condición necesaria. |
| Adgil-dedopal  | Адгьыл-дедоҧал    | Naturaleza          | Diosa de la tierra | Los abjasios creían que cada lugar, cada pedazo de tierra tiene su propio poder divino. Los abjasios rezan y sacrifican en honor a esta diosa durante el parto, algunas enfermedades, cuando se instalan en un nuevo lugar, cuando recolectan hierbas medicinales y cuando cambian de campamento de pastores. También los cazadores que se movían de un coto de caza a otro rezaban por la fuerza de su destino. |
| Aga-intsoaju   | Ага-инцәахәы      | Naturaleza          | Dios de los mares | Cuando era necesario permanecer en la orilla del mar durante mucho tiempo, se ofrecían sacrificios a este dios. Está prohibido escupir y tirar piedras al mar. De lo contrario, dios se enfadará y castigará a los irrespetuosos. |
| Afy            | Афы               | Naturaleza          | Dios del trueno, relámpago y otros fenómenos atmosféricos                                                                        | A los ojos de los abjasios, todo lo alcanzado por un rayo se convierte en propiedad de Dios. Por ejemplo, una casa quemada por un rayo no se puede extinguir, una casa como esta no se puede habitar, un árbol caído por un rayo no se usa; los animales que mueren como resultado de la caída de rayos no son sacrificados ni vistos, y se alimentan a las aves colocándolas sobre una plataforma de madera. Este ritual se realiza en algunas áreas incluso hoy en día. Según las tradiciones antiguas, una persona muerta por un rayo primero se coloca en una plataforma con oraciones y canciones y luego se entierra. Se reza por Afy cuando los rebaños se envían a las montañas a principios del verano y regresan en otoño, y durante la sequía. |
| Adzidzlan      | Аӡыӡлан           | Naturaleza          | Diosa del agua | Adzidzlan vive en ríos, lagos, manantiales, teme al perro negro y al lobo, y detesta al cerdo. Se la concibe como una bella mujer desnuda de largo cabello dorado cuyo cuerpo es frío como el de un pez. No puede acostarse boca arriba ya que sus pies están boca abajo con los talones hacia adelante. Llevar agua a la casa es un trabajo de mujer, por lo que el dios del agua está representado en su imagen y solo las mujeres rezan a la "madre del agua". Después del matrimonio, una mujer joven debe establecer buenas relaciones con Adzidzlan, para lo cual debe realizar un ritual. Solo después de eso, la novia puede traer agua y realizar diversas tareas relacionadas con el agua (cocinar, lavar platos, lavar ropa, etc.). Adzidzlan, según la leyenda, es a veces la causa de la locura. Para curar a los enfermos, envían un sacerdote para exorcizar los malos espíritus. |
| Dziuou         | Ӡиуоу             | Naturaleza          | Diosa de la lluvia | Durante una sequía, se lleva a cabo un ritual en el río que todavía hoy se realiza. Se coloca un muñeco grande sobre un caballo o un burro o simplemente sobre un poste y se lo lleva al río con el canto apropiado. Luego se sumerge en agua y se empapa. Al mismo tiempo, se empujan unos a otros al agua y se mojan de gala. Además, se construye una balsa sobre la que se enciende y se arrastra un fuego. |
| Ashja-intsoaju | Ашьха-инцәахәы    | Naturaleza          | Dios de la montaña | Ashja-intsoaju es responsable de todas las montañas y de los animales que viven en ellas. Los pastores que van a las montañas a pastar en primavera y cuando regresan en otoño sacrifican una cabra o un cordero a este dios. También organiza una oración en honor al dios de las montañas después de un regreso seguro. |
| Abna-intsoaju  | Абна-инцәахәы     | Naturaleza          | Dios del bosque | Según los abjasios, el bosque era un ser vivo espiritualizado habitado por espíritus malignos que dañaban a los animales y a las personas. No se hacían sacrificios al dios del bosque, pero había una tradición del culto del bosque. El propietario, cuyo rebaño alcanzó las mil cabezas, tuvo que asignar una décima parte como parte del patrón del bosque y conducirlo al bosque. Se desconocía el destino de los animales liberados en el bosque. Podría unirse al rebaño de otro pastor o ser destrozado por los depredadores. La mayoría de las veces, sin embargo, regresaban al dueño de la manada después de dos o tres días. Esto se consideraba una manifestación especial de la gracia del dios del bosque hacia el propietario. |
| Atsoaqʼua      | Аҵәаҟуа           | Naturaleza          | Dios de arcoíris | Se le presenta como un personaje vengativo en la mitología abjasia. Vuela en las nubes y castiga severamente a cualquiera que le haga daño, a algunos con la muerte, a otros con la enfermedad. Para no enojarlo, era necesario evitar el agua cuando apareció un arco iris en el cielo. El que lo enoja se vuelve pálido y débil, y solo con sacrificio y oración puede salvar su vida. Atsoaqʼua también actúa como enlace entre los dos mundos. |